# سكوغاغ (أونتاريو)
سكوغاغ، أونتاريو (بالإنجليزية: Scugog)‏ هي مدينة كندية تقع في مقاطعة أونتاريو. تبلغ مساحة هذه المدينة 474.6299 (كم²)، ويبلغ عدد سكانها 21439 نسمة حسب إحصاء سنة 2006 م، بينما كان يسكنها 20173 نسمة في سنة 2001 م. تحتل هذه المدينة المرتبة رقم 178 بين مدن كندا حسب عدد السكان والمرتبة رقم 70 في المقاطعة. نما عدد السكان في هذه المدينة بنسبة (6.3) بين العامين المذكورين.

## أعلام
- هربرت الكسندر بروس
- إرنست جيمس سالتر
- تشارلز لامب
- ويليام هنري تايلور
- بيتر كريستي

## وصلات خارجية
- الأطلس الحكومي لكندا
- إحصاءات كندا مع ساعة تعداد السكان